# La Chevauchée vers Santa Cruz
Pour plus de détails, voir Fiche technique et Distribution.
La Chevauchée vers Santa Cruz (titre original : Der letzte Ritt nach Santa Cruz) est un film germano-autrichien réalisé par Rolf Olsen sorti en 1964.

## Synopsis
Le bandit Pedro Ortiz est libéré de prison et va en compagnie de ses deux acolytes José et Fernando vers la mine d'argent de Santa Cruz, où il a caché le butin de son dernier forfait. Mais il veut d'abord se venger de Rex Kelly qui l'a arrêté. Mais ce dernier n'est plus shérif, il dirige aujourd'hui une banque. Ortiz enlève sa femme et son fils et demande une forte rançon. Kelly se lance à sa poursuite pour sauver sa famille. Sur la montagne, ils se battent en duel.

## Fiche technique
- Titre : La Chevauchée vers Santa Cruz
- Titre original : Der letzte Ritt nach Santa Cruz
- Réalisation : Rolf Olsen assisté de Laci von Ronay
- Scénario : Herbert Reinecker
- Musique : Erwin Halletz, Charly Niessen
- Direction artistique : Herta Hareiter, Leo Metzenbauer, Otto Pischinger
- Costumes : Paul Seltenhammer
- Photographie : Karl Löb
- Son : Rolf Schmidt-Gentner
- Montage : Karl Aulitzky
- Production : Heinz Pollak, Karl Spiehs
- Sociétés de production : Magnet Film, Wiener Stadthalle-Station
- Société de distribution : Constantin Film
- Pays d'origine :  Allemagne de l'Ouest,  Autriche
- Langue : allemand
- Format : Couleur - 2,35:1 - Mono - 35 mm
- Genre : Western
- Durée : 95 minutes
- Dates de diffusion :
  -  Allemagne de l'Ouest : 28 mars 1964.
  -  France : 15 juillet 1964[1].
  -  Suède : 3 mai 1965.
  -  Turquie : 9 octobre 1967.

## Distribution
- Mario Adorf : Pedro Ortiz
- Edmund Purdom : Rex Kelly
- Marianne Koch : Elisabeth Kelly
- Marisa Mell : Juanita
- Klaus Kinski : José
- Sieghardt Rupp : Fernando
- Walter Giller : Woody
- Thomas Fritsch : Carlos
- Florian Kühne : Steve Kelly
- Martin Urtel : le prêtre